# Unwin Motor Car Company
Unwin Motor Car Company war ein US-amerikanischer Hersteller von Automobilen.

## Unternehmensgeschichte
Gabriel Unwin gründete 1921 das Unternehmen in New York City. Im gleichen Jahr begann die Produktion von Automobilen. Der Markenname lautete Unwin. 1922 endete die Produktion. Insgesamt entstanden nur wenige Fahrzeuge.

## Fahrzeuge
Die Fahrzeuge hatten einen selbst hergestellten Ottomotor mit L-Kopf. Er war mit 22,5 PS angegeben. Das Fahrgestell hatte 254 cm Radstand.